# Schülp b. Rendsburg
Schülp b. Rendsburg település Németországban, Schleswig-Holstein tartományban. Lakosainak száma 1069 fő (2023. december 31.).

## Népesség
A település népességének változása:
| Lakosok száma | 823  | 1107 | 1118 | 1088 | 1106 | 1069 |
|               | 1975 | 2017 | 2019 | 2021 | 2022 | 2023 |